# Overprotected
"Overprotected" is een poplied van de Amerikaanse popzangeres Britney Spears, afkomstig van haar album Britney. In Europa werd het lied in het eerste kwartaal van 2002 als tweede single uitgebracht, terwijl het in de VS in 2002 als derde single verscheen.
Het lied is wederom een product van het songwriters en producer team van Max Martin en Rami, hoewel de "Darkchild Remix"-versie van het nummer werd geproduceerd door Rodney Jerkins. De single werd in haar oorspronkelijke staat uitgebracht in Europa, maar als de "Darkchild Remix" in de VS. Daardoor waren er twee verschillende muziekvideo's uitgebracht om het lied te promoten. Spears verklaart in het nummer "overprotected" (overbeschermd) te zijn en legt aan de wereld uit dat ze door het mislopen van levenservaring niet uit kan vinden wie ze is, waar ze heen moet en wat ze moet doen.
Spears was in 2003 met dit lied genomineerd voor een Grammy in de categorie Best Female Pop Vocal Performace, maar verloor van Norah Jones' "Don't Know Why".

## Muziekvideo's

### Internationale video
Voor de internationale uitgave van de originele versie van het nummer werd Spears herenigd met regisseur Billie Woodruff ("Born to Make You Happy").
De muziekvideo voor Overprotected begint met Spears die wegrijdt van een groep journalisten, terwijl op de achtergrond de instrumentale versie van het lied "Bombastic Love" (eveneens van het album Britney) te horen is. Ze komt in een steegje terecht, waar ze besluit een verlaten fabriek in te gaan, in de hoop haar achtervolgers te misleiden. Als ze het gebouw binnenkomt, begint ze in het pakhuis rond te dansen. Spears' dansers zien haar de fabriek in gaan en achtervolgen haar binnen. Ze lachen om de dansende Spears, waarna er een dansroutine gestart wordt. Tegen het einde van de video zijn er beelden te zien van Spears in een kamer met muren, beplakt met foto's en artikelen over haarzelf. Deze muren bewegen heen en weer voor de video eindigt, wat aangeeft dat ze Overprotected is.

### Darkchildvideo
Voor de Amerikaanse uitgave van de Overprotected [The Darkchild Remix]-versie van het lied, werd de video geregisseerd door Chris Applebaum. Het begint met Spears die in een hotel het nieuws volgt, terwijl er een negatief verhaal over haar verschijnt. Spears belt haar lijfwacht om ervoor te zorgen dat zij en haar vriendinnen het hotel kunnen verlaten. Britney en haar vrienden rennen een lift in, waar zij korte tijd de bewakingscamera's voor de gek houden. Hierna volgt een dansroutine in de lobby van het gebouw, gevolgd door Spears die in haar SUV stapt.
Het interieur van de auto transformeert zichzelf in een limousineachtige danshal, en Spears en haar vrienden beginnen te dansen. Terwijl ze in een steegje lopen begint het te regenen, en de natte groep begint suggestief te dansen. Tegen het einde van de video komt de kijker erachter dat de regenscène het nieuwsonderwerp op de tv was.
Er was kleine controverse rondom de clip aangezien de opzet grotendeels gelijk was aan de muziekvideo van Janet Jacksons "Son of a Gun (I Betcha Think This Song Is About You)".

## Remixes/officiële versies
- Albumversie 3:18
- Radio Edit 3:18
- Instrumentale versie 3:18
- Darkchild Remix 3:18
- Darkchild Remix Instrumental 3:18
- Darkchild Remix Radio Edit 3:06
- JS16 Remix 6:07
- JS16 Dub 5:24
- Riprock 'N' Alex G. Remix 3:23

| Overprotected in de Nederlandse Top 40 | Overprotected in de Nederlandse Top 40 | Overprotected in de Nederlandse Top 40 | Overprotected in de Nederlandse Top 40 | Overprotected in de Nederlandse Top 40 | Overprotected in de Nederlandse Top 40 | Overprotected in de Nederlandse Top 40 | Overprotected in de Nederlandse Top 40 |
| Week                                   | 1                                      | 2                                      | 3                                      | 4                                      | 5                                      | 6                                      | 7                                      |
| -------------------------------------- | -------------------------------------- | -------------------------------------- | -------------------------------------- | -------------------------------------- | -------------------------------------- | -------------------------------------- | -------------------------------------- |
| Positie                                | 21                                     | 18                                     | 17                                     | 15                                     | 22                                     | 31                                     | uit                                    |